# ヨハン・ヴィルヘルム・シュトルム
ヨハン・ヴィルヘルム・シュトルム（Johann Wilhelm Sturm、1808年7月19日 - 1865年1月7日）は、ドイツの植物学者、鳥類学者、博物画家である。

## 略歴
ニュルンベルクで生まれた。父親は博物学者で博物画家のヤーコブ・シュトルムで、兄弟に、博物画家、鳥類学者のクリスティアン・フリードリッヒ・シュトルムがいる。主にシダなどの維管束隠花植物を研究した。著書に、『チリのシダ植物』（"Fern Flora of Chile"）がある。カール・フリードリヒ・フィリップ・フォン・マルティウスの『ブラジルの植物』（"Flora Brasiliensis"）の出版にも参加し、いくつかの隠花植物の科の執筆を行った。父親の著作『ドイツの野生植物図鑑』（"Deutschlands Flora in Abbildungen nach der Natur"）の刊行を父親の没後も続けた。
1851年にドイツ自然科学アカデミー・レオポルディーナの、会員に選ばれた。